# ماريون هيوم
ماريون هيوم (بالإنجليزية: Marion Hume) (مواليد 3 يوليو 1962) صحفية أزياء بريطانية أسترالية تقيم في لندن، إنجلترا. تمتد حياتها المهنية في المملكة المتحدة والولايات المتحدة وأستراليا. وقد أجرت مقابلات مع إيف سان لوران وديانا فريلاند وكارل لاغرفيلد وتوم فورد ومارك جاكوبس وجورجيو أرماني بالإضافة إلى الرؤساء التنفيذيين لشركات الأزياء العالمية بما في ذلك أل في أم أتش وريتشمونت وكيرنج وتشانل وماكس مارا جروب. تشمل قصص الغلاف لمحة عن صاحب السمو الملكي الأمير تشارلز لعام 2018 والتي تجاوزت 44 مليون مشاهدة. وهي محررة الأزياء الدولية في المجلة المالية الأسترالية (AFR) التي عملت لمدة خمس سنوات ككبيرة المستشارين لمبادرة الأزياء الأخلاقية التابعة لوكالة الأمم المتحدة، ITC (مركز التجارة الدولية)، التي تعمل مع مصممين بما في ذلك فيفيان ويستوود وستيلا مكارتني لتسخير قوة الموضة كوسيلة للخروج من الفقر لبعض الحرفيين الأكثر تهميشا في العالم، كما إنها تعمل على العديد من المبادرات الخيرية.
ماريون هيوم متحدثة وممثلة عامة، على المسرح في متحف فيكتوريا وألبرت (V&A)، قابلت رئيسة شركة NIKE للاستدامة، هانا جونز، ومصممة القبعات، فيليب تريسي. وهي أيضًا مؤلف مشارك لكتاب فيليب تريسي الذي يحمل اسم ريزولي. قامت برعاية بيسبوك، وهو احتفال بالتعاون الإبداعي في دار أوبرا سيدني.